# Wasserleben
Wasserleben là một đô thị thuộc huyện Harz, bang Sachsen-Anhalt, Đức. Đô thị Wasserleben có diện tích 22,26 km², dân số thời điểm ngày 31 tháng 12 năm 2006 là 1540 người.